# TGV Duplex
TGV Duplex（テジェヴェデュープレックス）は、フランス国鉄 (SNCF) の動力集中方式高速鉄道車両。
TGVの編成では唯一、客車に2階建車両（ダブルデッカー）を採用している。SNCFでのダブルデッカー車はRERやトランジリアンなどの都市近郊電車や地域列車において座席定員を増やす目的で多数導入されていたが、優等列車用としてはこのDuplex編成が初の採用例である。第三世代のTGV車両として、飽和状態になりつつあるLGV南東線での旅客輸送力を高める目的で設計され、編成定員は516人でTGV Sud-Estの350人前後に比べると約40%増加した。2編成を併結した際の定員は1,032人であり、その効果は大きい。

## 登場背景
1981年の開業以来、LGV南東線は旅客輸送量を伸ばしており、1990年代初めには開業時の約2倍となっていた。そこで、さらなる輸送力の増強策として、一つは信号保安システム (TVM) を改良することで1時間片道最大12本（5分毎）だった列車本数を15本（4分毎）まで増加させることを可能とした。しかし、実際にはパリ近郊では在来線の線路を走行するため、LGV区間での運行本数増強が可能であっても在来線の線路容量により運転本数は制約される状態であった。もう一つは列車の旅客定員を増やすことが検討されたが、列車の長編成化は主要ターミナル駅で頭端式ホームが多く採用されているフランスでは旅客に不評な上、南東線系統の停車駅ホーム有効長の制約から編成長は2編成併結で400mが限度であり、1編成を200m以内にするためには中間客車を全車ダブルデッカーにする必要があった。また、ダブルデッカーであれば乗務員の増員を必要とせずに輸送力増強を図ることが可能であるほか、低床式のホームが一般的なヨーロッパにおいては乗降口がホームと同一平面になるためバリアフリー対策にも有効であった。

## 車両開発
Duplex編成の車両開発は1987年の実現可能性の予備調査完了から始まり、1988年には顧客リサーチ用にダブルデッカーの実物大モックアップが製作された。
Duplex編成の収益性や、車両重心のシミュレーションのためにSud-Est編成の客車が使用された。組成される客車は、開発当初はSud-Est編成で実績のある連接式8両と、非連接6両の2種類が比較検討されたが、利点の多い連接式を採用することとなった。1990年には試作車3両が落成し、走行試験が開始された。製造メーカーのアルストムとの協議の結果、1990年7月に"TGV-2N"の製造契約を得たが、1991年の初頭まで契約の詳細は実施されず、その時点で公式な発注がなされた。その後試験を継続した結果、多種の技術的な障害は克服され、1994年11月にダブルデッカー客車8両で組成された編成の試運転が実施された。その直後にDuplex編成はLGV南東線で290km/hでの高速走行試験と勾配走行試験が実施された。当時はDuplex編成用の動力車は開発中であったため、TGV Réseau編成の動力車と組成された。
1995年6月21日に専用の動力車とダブルデッカー客車を組成した新編成が登場した。

## 技術革新

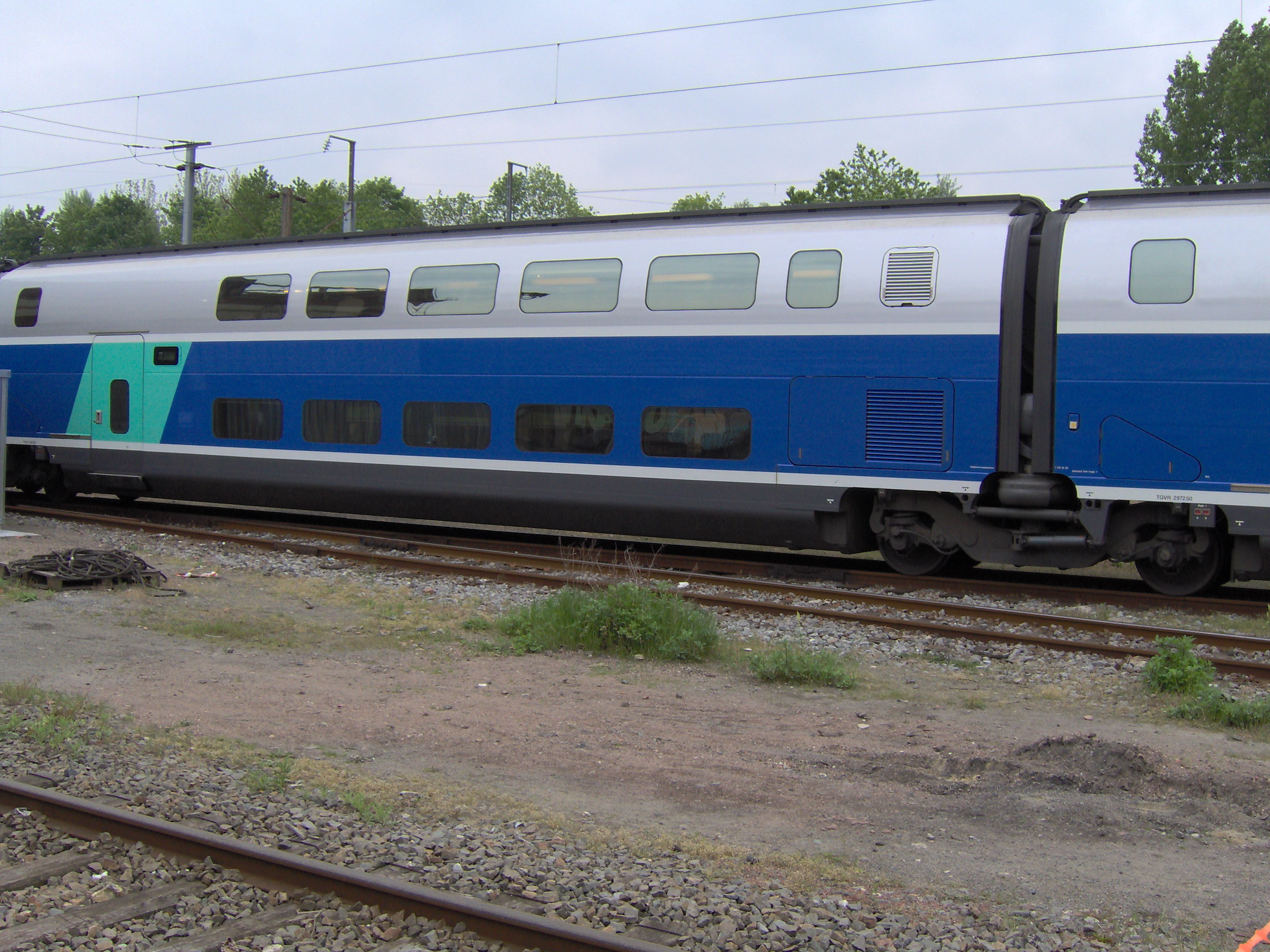
客車部分（第250編成、2005年5月）

Duplex編成とSud-Est編成との比較（交流25,000V区間）
|             | 出力重量比 (kW/t) | 重量/座席 (t) | 出力/座席 (kW) |
| ----------- | ----------------- | ------------- | -------------- |
| TGV Sud-Est | 17                | 1.10          | 18.34          |
| TGV Duplex  | 23                | 0.7           | 16.15          |

- 空気力学に基づいた動力車の形状 - 動力車は客車との車体高の相違があるため、300km/h走行時において空気抵抗を減らす目的で滑らかな流線型に改良され、Réseau編成までの従来タイプと比較すると空気抵抗の増加を4%に抑えた。従来タイプの動力車はジャック・クーパー (Jacques Cooper) によりデザインされていたが、Duplex編成は産業デザイナーのロジェ・タロン (Roger Tallon) によりデザインされた。このデザイン変更により運転台は従来車の車体左側配置に対し中央配置とされ、複線で右側通行を採用している路線への入線も考慮されている。2006年までに落成した動力車の電装品はAtlantique編成・Réseau編成と共通である。
- アルミ合金製の客車 - ダブルデッカー採用による重量増加をLGV区間の許容軸重である17t以内にする目的で、客車の車体はアルミニウム合金製のダブルスキン構造とされ、台車や内装材も軽量化を図ったことにより、鋼製車体に比較して20%の重量軽減が図られている。客車の全高は4,300mmで、客用ドアはSNCFの駅ホーム高がレール面上から300mmまたは550mmであることから1階部分に各車両片側1箇所が設置されている。車両間の通路は2階部分に設置され、1階客室は行き止まりとなっている。空調装置は車端部の台車と2階通路の間に搭載され、騒音を減らすための設計がなされた。なお、2006年までに落成した動力車は鋼製である。
- 衝撃吸収構造 - 在来線区間での踏切事故や衝突事故対策として、Réseau編成までは動力車の前頭部に500tの荷重に耐える設計の衝撃吸収ブロックが設置されていた。Duplex編成では前頭部の衝撃吸収ブロックに加え、動力車後部と隣接する客車の動力車側端部にクラッシャブルゾーンを設置した衝撃吸収構造となっている。衝突時にはクラッシャブルゾーンの車体変形によりエネルギーは吸収され、客車の安全性を高めている。
- 能動式パンタグラフ - Duplex編成に搭載されたFaiveley CX は押し上げ力を空気圧により制御する能動式シングルアーム型である。2基の小型の空気圧シリンダがパンタグラフの上部に設置され、全速度域において架線からの離線を防止している。
- 全輪ディスクブレーキの採用 - ブレーキシステムはRéseau編成までと同一の発電ブレーキと電磁自動空気ブレーキである。基礎ブレーキ装置はRéseau編成までは全台車に踏面ブレーキが装備され、客車の台車には加えてディスクブレーキも装備されていたが、Duplex編成では動力車・客車ともディスクブレーキのみ装備とされている。ブレーキ性能が大幅に向上するわけではないが、車輪の踏面の偏磨耗を防ぐ効果がある。
- 静粛型屋上ファン - 停車時に騒音源となっていた冷却ファンを屋根上のユニット内に収めることにより静粛化を図った。

## 編成

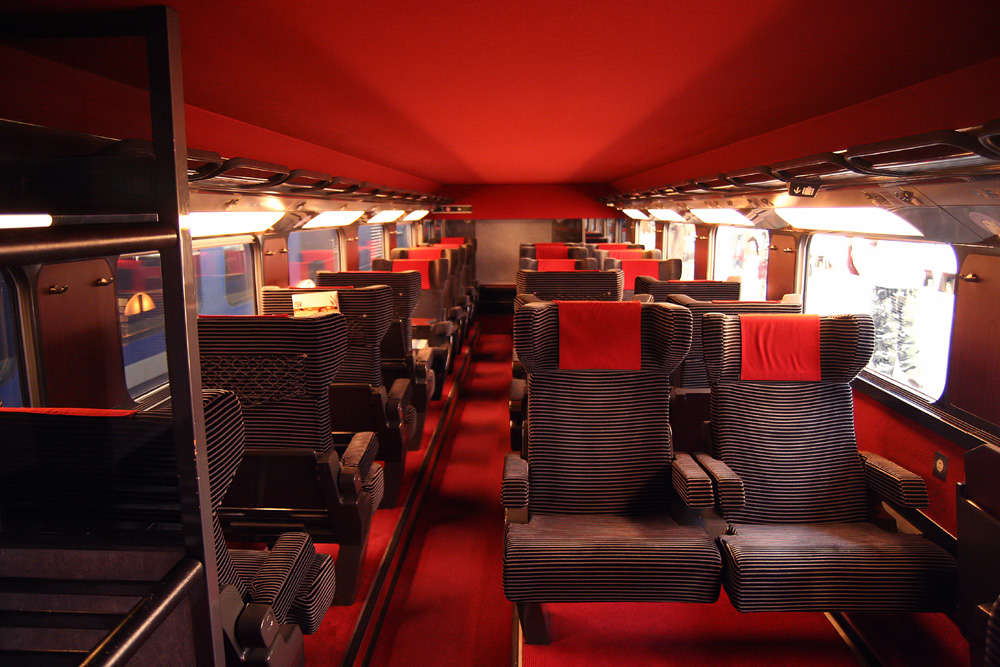
一等車客室（2007年8月）

両端2両の動力車と中間8両の客車で組成される。客車の構成は一等車 (Première classe) 3両、全室バー車1両、二等車 (Seconde classe) 4両である。バー車の1階部分は機器室であり、厳密に言えば客車全車がダブルデッカーではない。
編成の形態は1995年から1997年・2001年から2006年にかけて製造された原型編成（29000形）、2007年のLGV東ヨーロッパ線開業に際して一部のRéseau編成の客車をTGV POS編成に転用し、捻出された動力車と新造された客車で組成されるRéseau Duplex編成（28600形・386000形）、動力車の電装品をPOS編成と共通にしたDasye編成（29700形）、そして2011年より製造が開始されたEuroDuplex編成の四種が存在する。電源は交流25,000V50Hzと直流1,500Vに対応するのが基本だが、Réseau Duplex編成の386000形は直流3,000Vにも対応する。

### 原型編成
2009年5月時点では編成番号201 - 289の89本が在籍し、編成番号201 - 230・266 - 289の54本はパリ・リヨン駅近くに立地する南東ヨーロッパ車両基地 (Technicentre Sud Est Européen) に、編成番号231 - 265の35本はLGV大西洋線モンパルナス - マッシーTGV間のパリメトロ13号線シャティヨン＝モンルージュ駅近くに立地するアトランティック車両基地 (Technicentre Atlantique) にそれぞれ配置されている。編成番号201 - 230の30本については、2009年4月にリヨン・ペラーシュ駅近くに新設されたリヨン・ギヨティエール車両基地 (Atelier de Lyon Guillotière) に今後転出する予定である。 

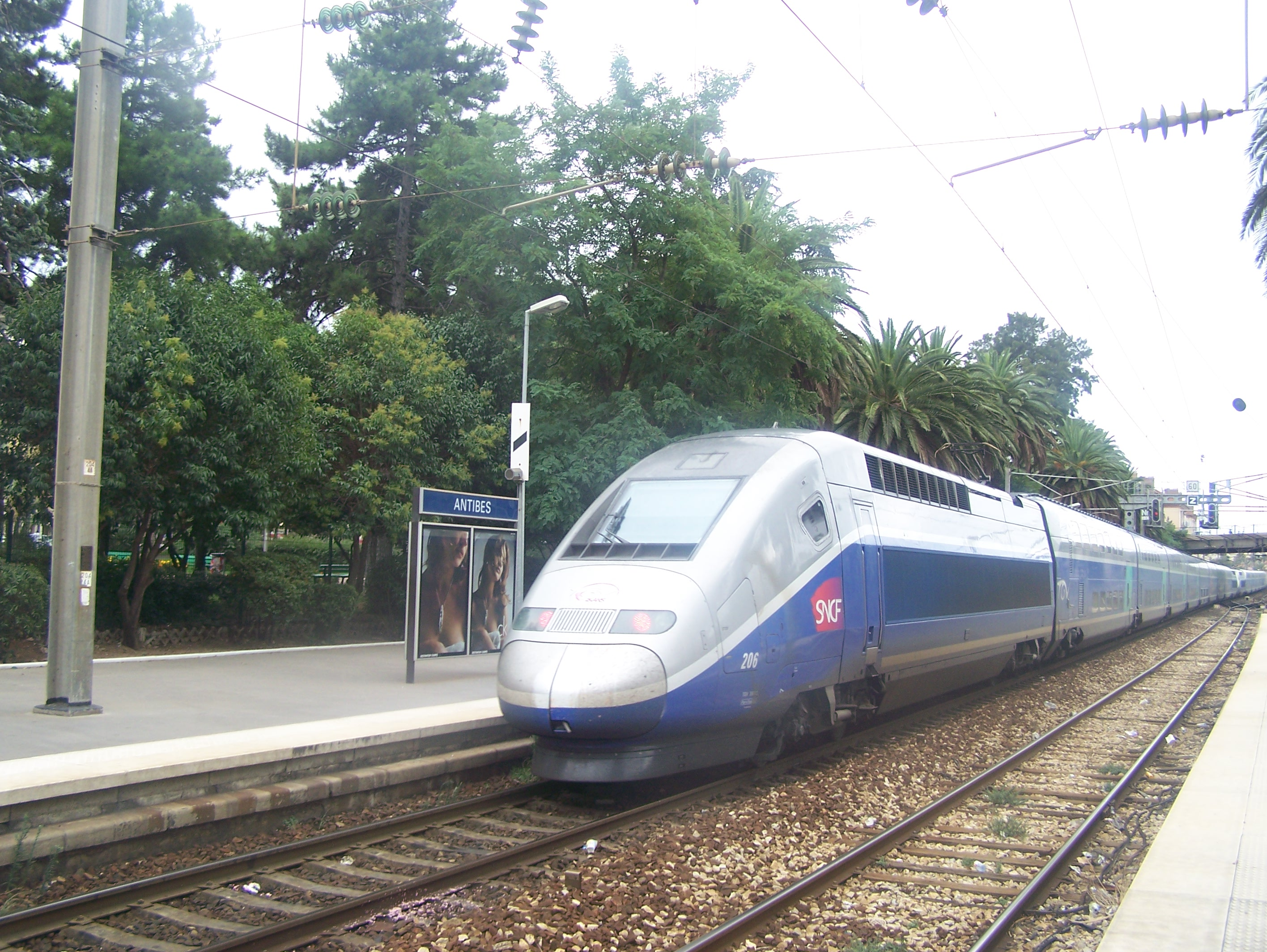
プロヴァンス地方・アンティーブ駅を発車する第206編成（2006年8月）
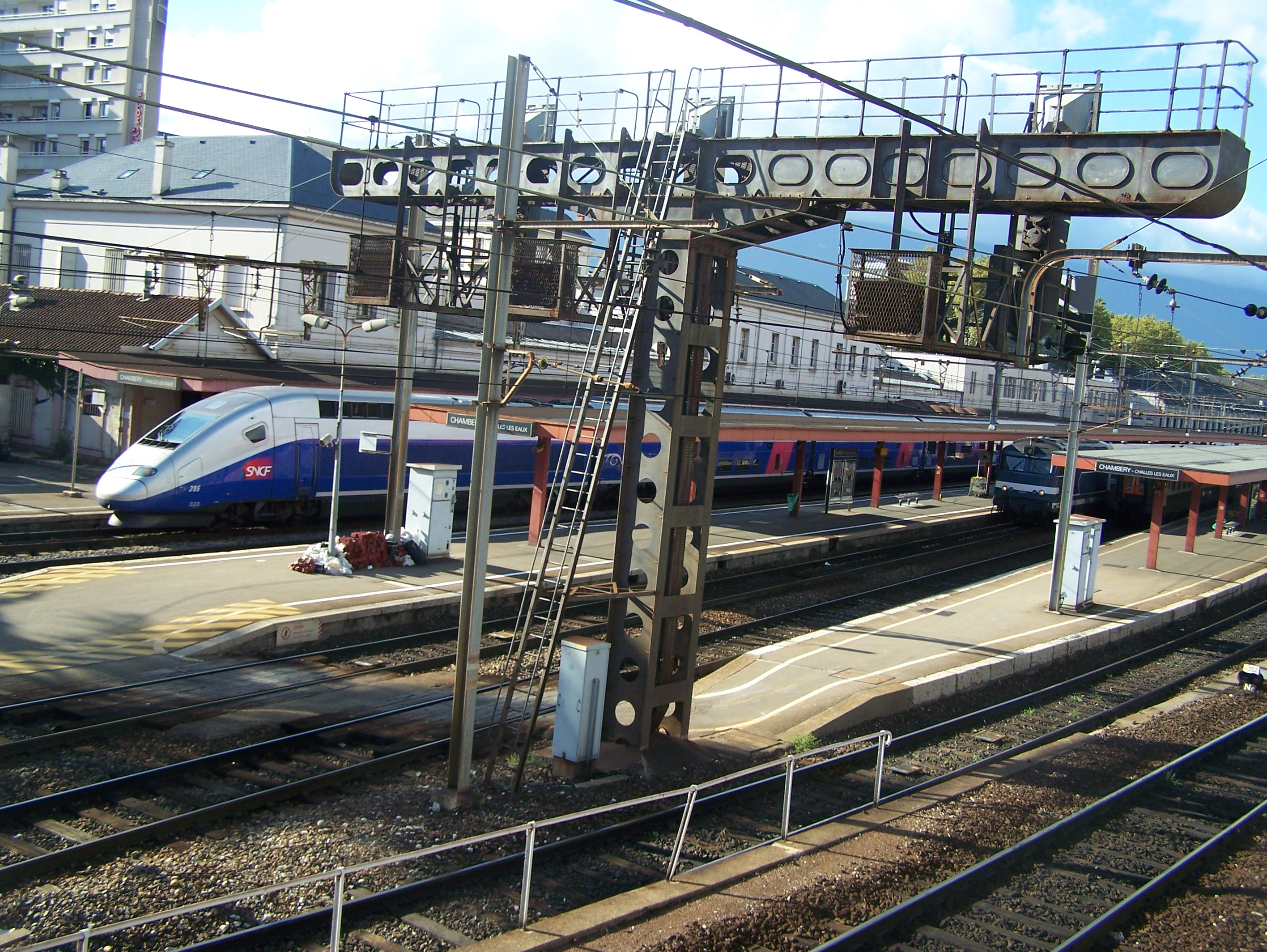
ローヌ＝アルプ地域圏・シャンベリ駅停車中の第285編成（2006年10月）
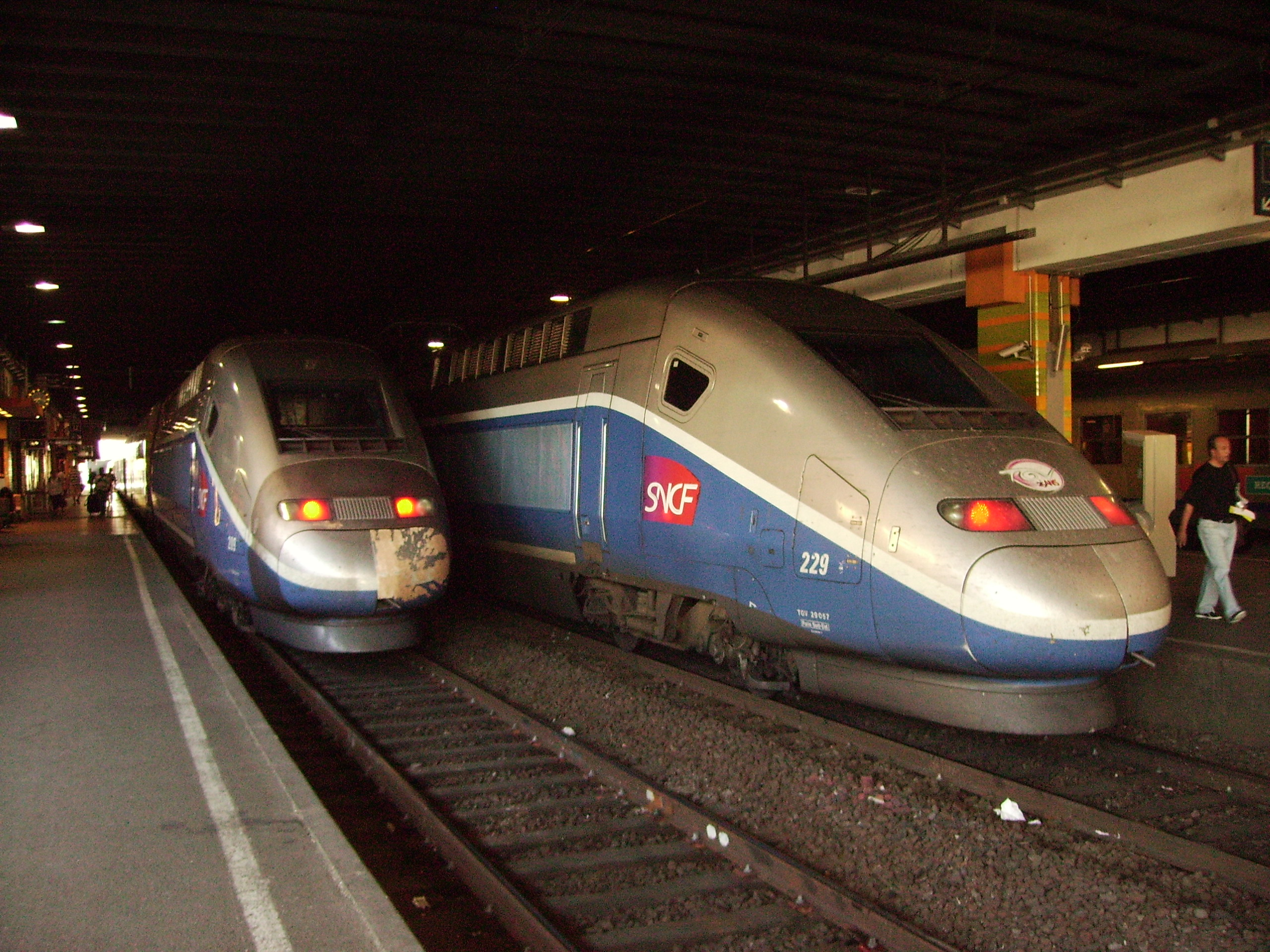
モンペリエ駅に停車中のDuplex編成（2006年8月）
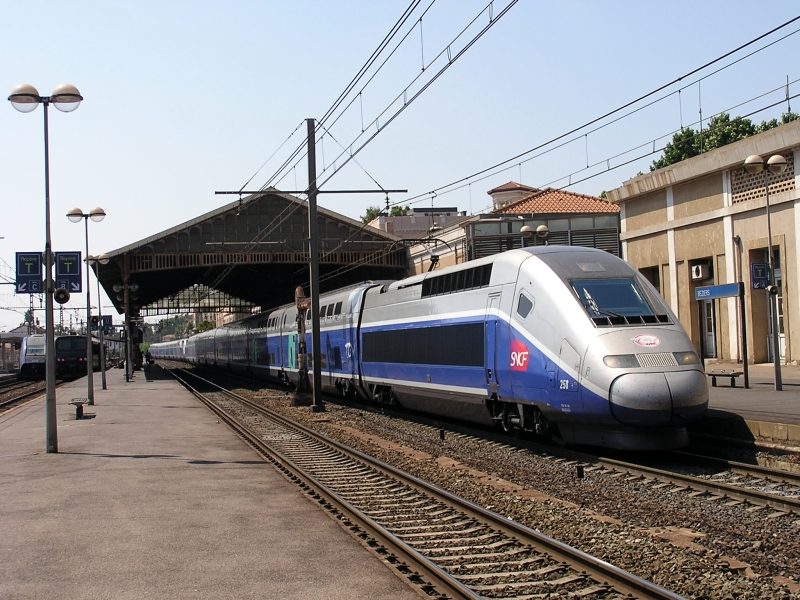
ベジエ駅に入線するDuplex編成（2006年7月）
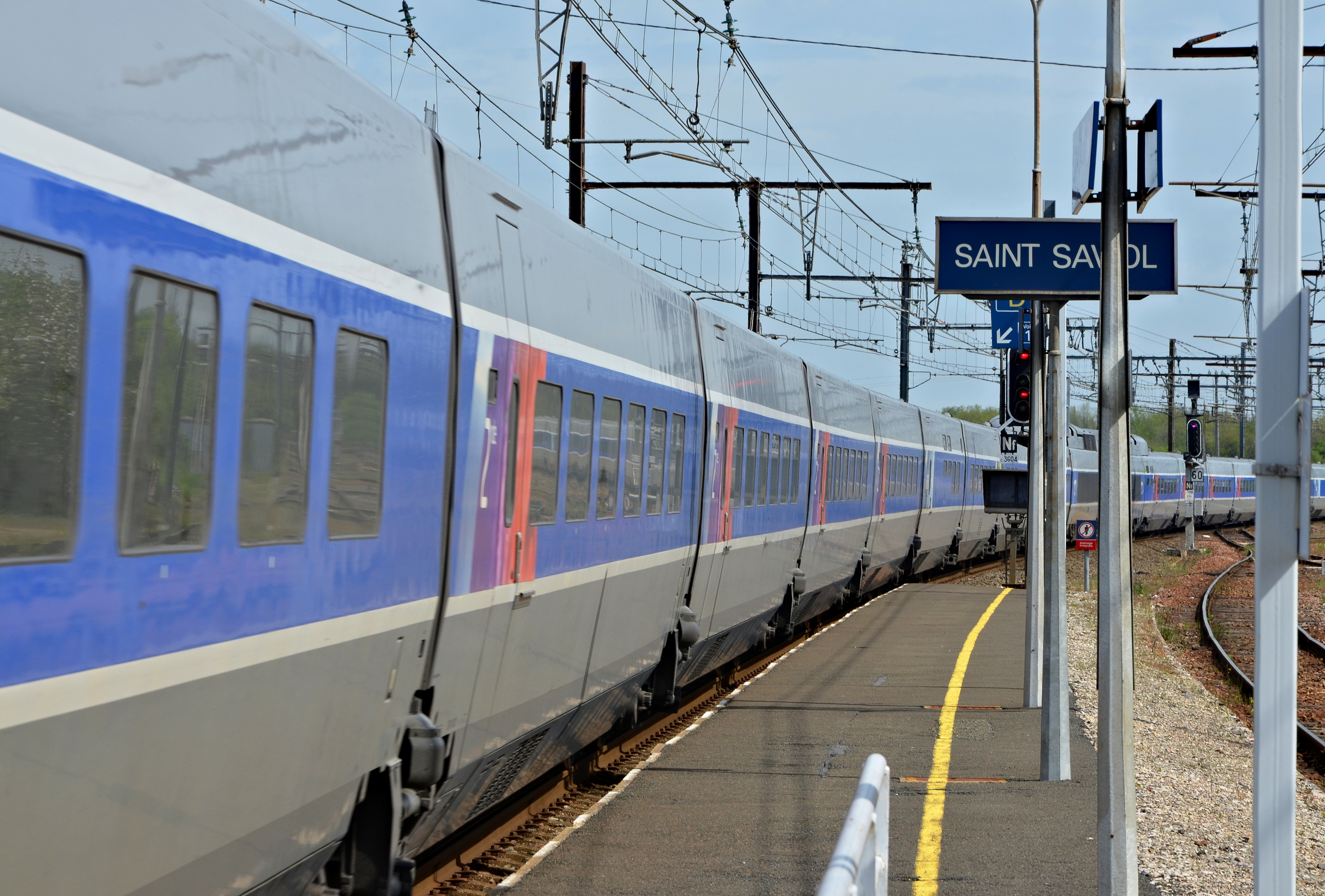
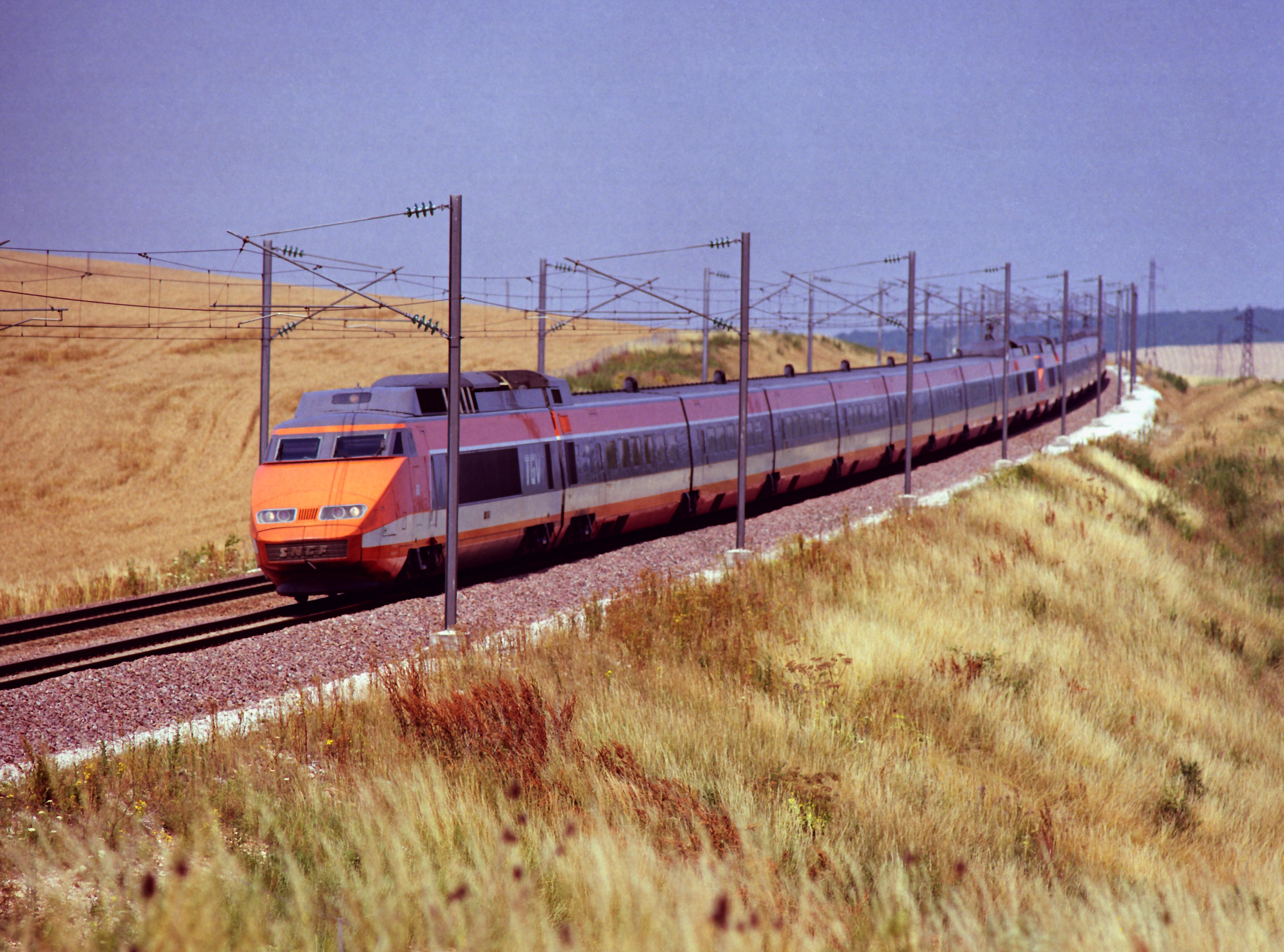
初期のTGV

### Réseau Duplex編成

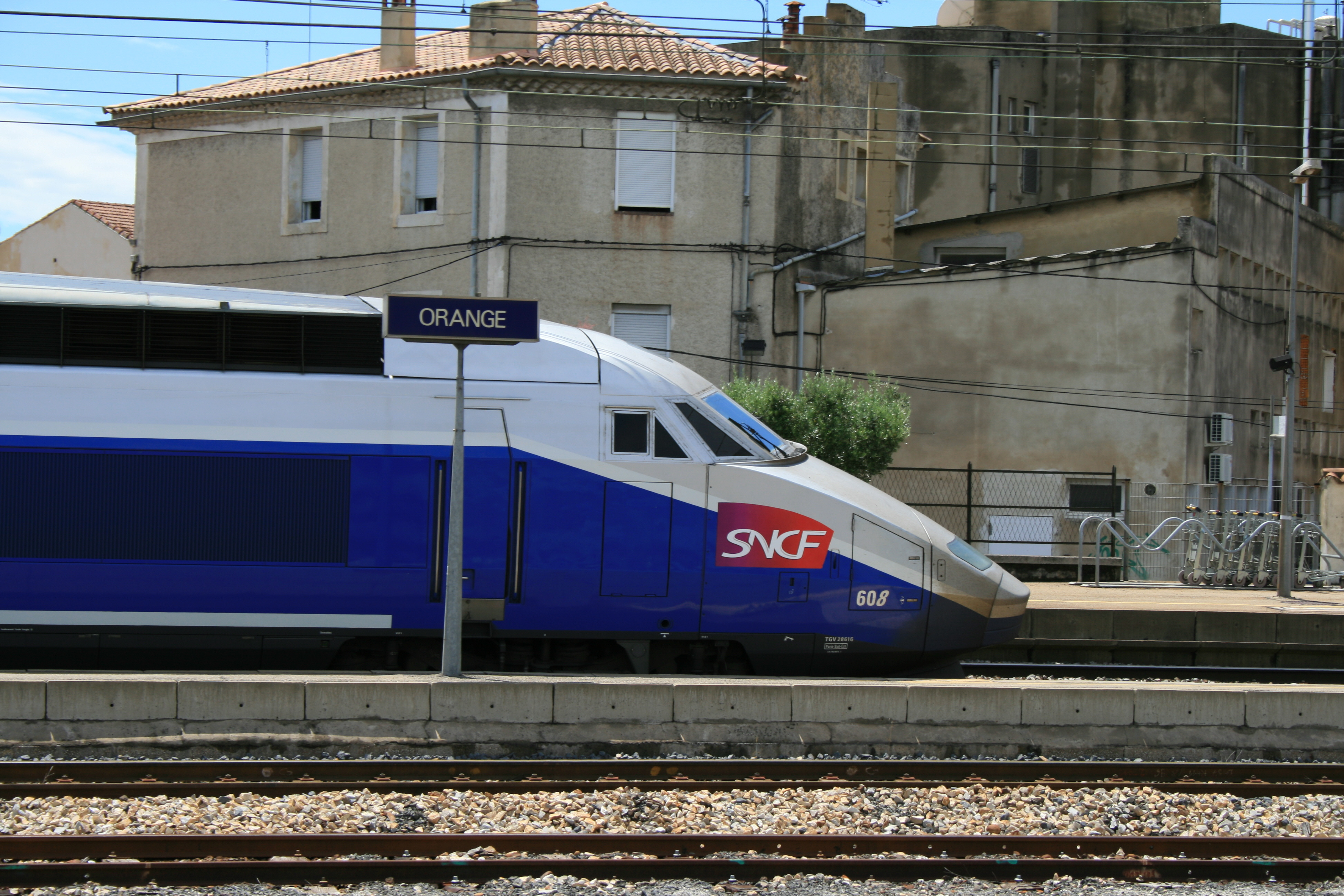
プロヴァンス地方・オランジュ駅停車中の第608編成（2007年6月）

2009年5月時点では編成番号601 - 619の19本が在籍し、全車が南東ヨーロッパ車両基地に配置されている。編成番号601 - 612の動力車は2電源対応、編成番号613 - 615は3電源対応である。以下に旧Réseau編成との対応を示す。
| 編成番号 | 動力車の車両番号 | 転用元Réseau編成 |
| -------- | ---------------- | ---------------- |
| 601      | 28601/28602      | 515              |
| 602      | 28603/28604      | 518              |
| 603      | 28605/28606      | 516              |
| 604      | 28607/28608      | 517              |
| 605      | 28609/28610      | 519              |
| 606      | 28611/28612      | 520              |
| 607      | 28613/28614      | 522              |
| 608      | 28615/28616      | 526              |
| 609      | 28617/28618      | 532              |
| 610      | 28619/28620      | 524              |
| 611      | 28621/28622      | 525              |
| 612      | 28623/28624      | 521              |
| 613      | 386025/386026    | 4507             |
| 614      | 386027/386028    | 4508             |
| 615      | 386029/386030    | 4509             |
| 616      | 28631/28632      | 530              |
| 617      | 28633/28634      | 529              |
| 618      | 28635/28636      | 533              |
| 619      | 28637/28638      | 523              |

### Dasye編成
Dasye編成の動力車はVVVFインバータの制御素子にIGBTが、電動機は三相誘導電動機がそれぞれ採用され、回生ブレーキを装備する。座席も従来の赤基調から青紫系の色に変更された。
2009年5月時点では編成番号701 - 727の27本が在籍し、全車が南東ヨーロッパ車両基地に配置されている。今後、編成番号728 - 752の25本が順次落成する予定となっている。

### EuroDuplex編成

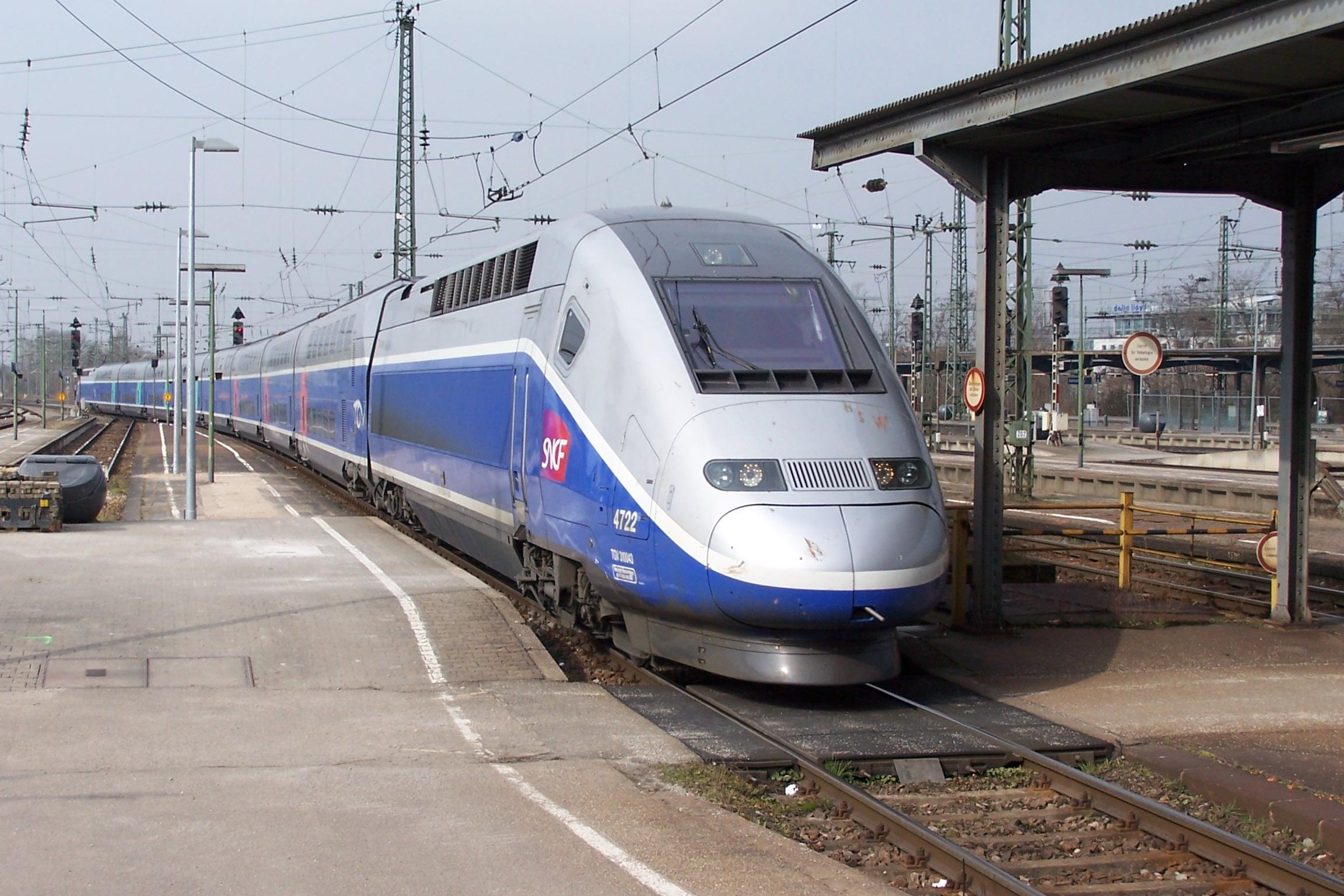
ドイツ鉄道 (DB) カールスルーエ駅に入線するEuroDuplex第4722編成（2013年4月）

EuroDuplex編成は、Dasye編成にドイツ乗り入れ対応として交流15kV16 2/3Hz機器を搭載、旅客案内システムやバリアフリー面、ドイツ国内の保安基準への適合といった改良を加え、2011年12月に投入された最新型である。
主要機器はDasye編成を引き継いでいるが、前述したような改良点から、フランス国内だけでなくドイツやスイスなどへの国際列車にも充当されている。スペインへの国際列車にもこの車両が使われる予定である。
55編成がアルストムに発注され、そのうち30編成がドイツ直通用、10編成がスペイン直通用、15編成がフランス国内での運行に使われる予定となっており、25編成が2014年にSNCFに納入される予定。

## 運用
Duplex編成は1996年冬から南東線系統の列車で運行を開始した。2009年時点では南東線、ローヌ・アルプ線、地中海線系統のパリ - マルセイユ（サン・シャルル）・モンペリエ間などのほか、フランス北部のリールから北線、東連絡線を経由して南東線、地中海線方面に直通する列車、フランス北西部のル・アーヴルからマルセイユへの直通列車などに運用されている。冬のスキーシーズンにはアルプス山脈のリゾート地であるブール＝サン＝モーリス (Bourg-Saint-Maurice) ・グルノーブル方面への列車にも運用される。2006年12月には大西洋線系統の列車にも導入され、モンパルナス発着列車のほかレンヌ・ナント - マルセイユ間の列車などにも運用されている。

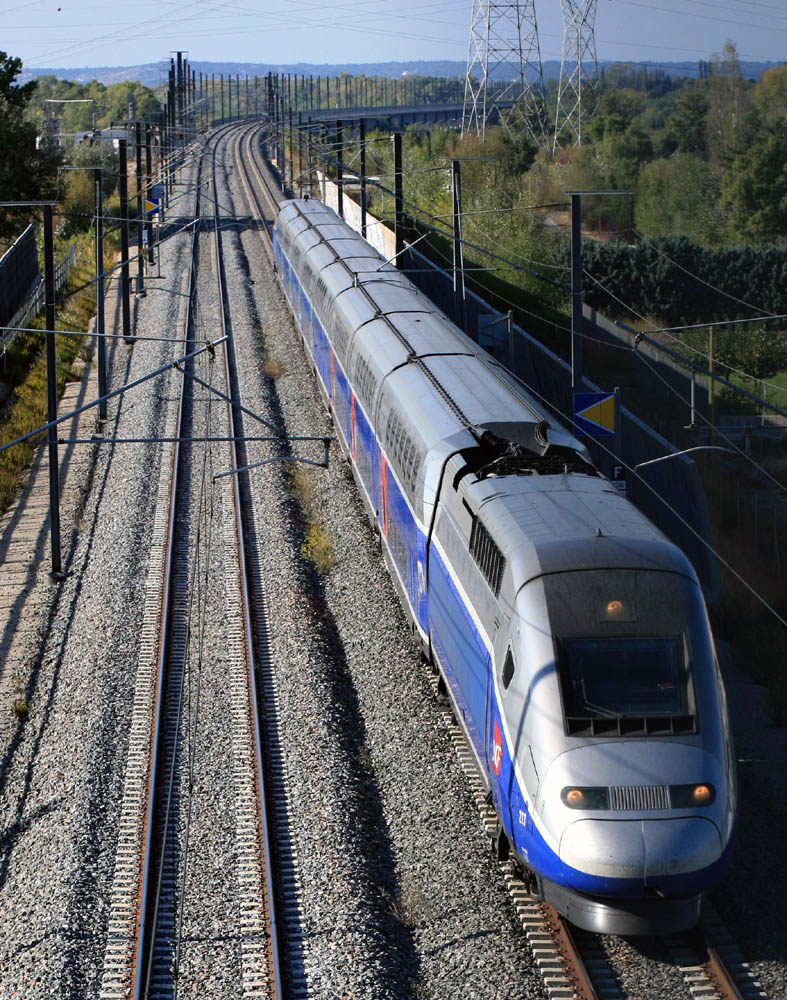
LGV地中海線を走行するDuplex編成（2007年10月）
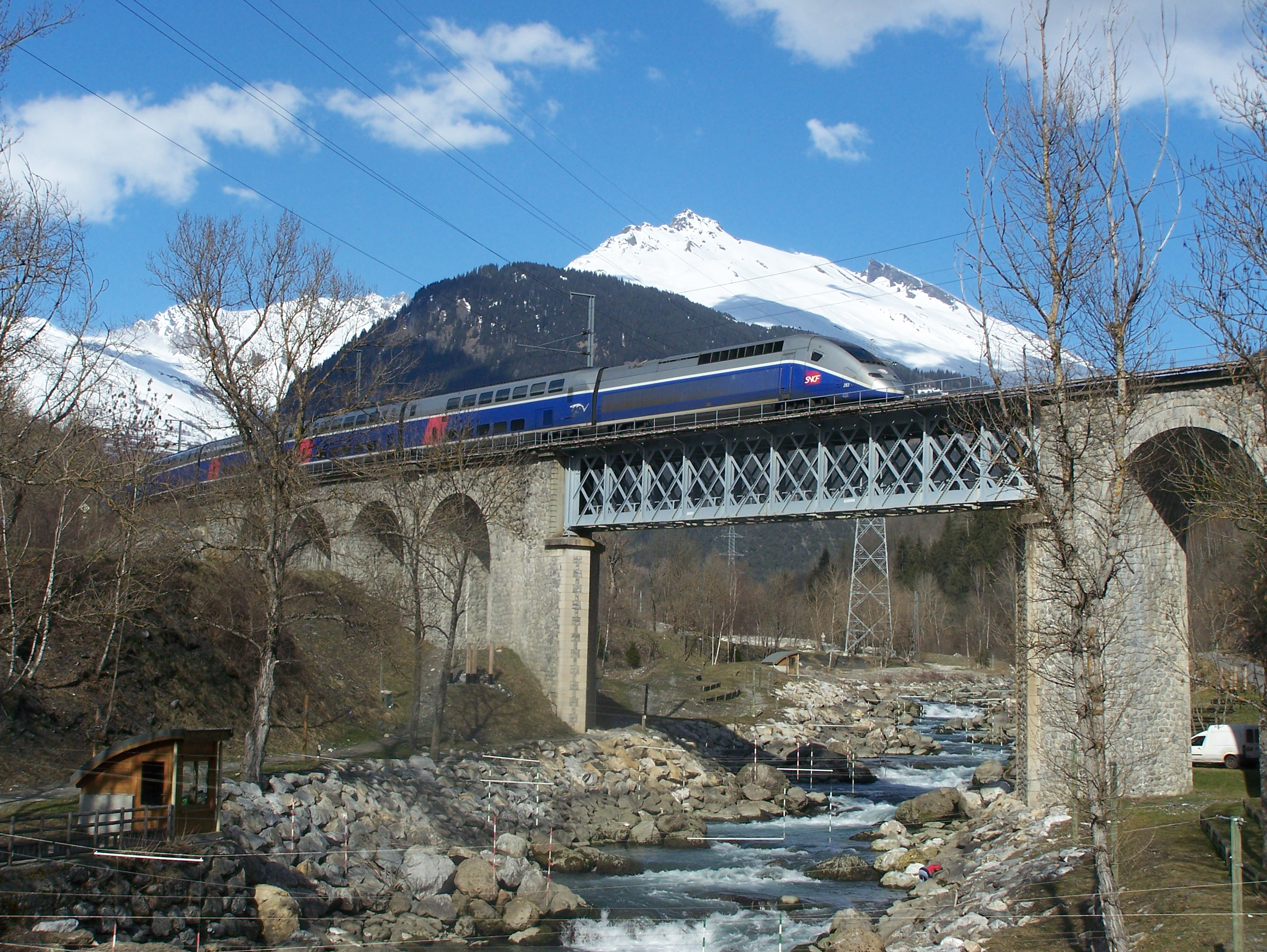
ブール＝サン＝モーリス付近を走行する第283編成（2007年3月）